# Xiphiagrion truncatum
Xiphiagrion truncatum là một loài chuồn chuồn kim trong họ Coenagrionidae.
Xiphiagrion truncatum được Lieftinck miêu tả khoa học năm 1949.